# Billingen (tidning)
Billingen var en dagstidning med utgivningsperiod från den 2 januari 1907 till den 15 oktober 1915 med ett utgivningsuppehåll 30 september 1914 till 31 december 1914. Tidningens fullständig titel var Billingen / Nyhets och annonsblad för Sköfde och Västgötabygden. 1915 bytte namn till Skaraborgs-Tidningen, vilket var tidningsnamnet fram till 1958. Den hette sedan Skövde Nyheter till 2007 då även denna lades ner.

## Redaktion
Tidningen startade med ett provnummer  i december 1906 enligt uppgift i tidningen 1907-01-02. Den kom sedan två dagar i veckan, kvällstid tisdagar och fredagar. Redaktionsort var Skövde och redaktör och ansvarig utgivare framgår av tabellen. Politiskt var tidningen frisinnad till 31 december 1911, sedan liberal till och med 1913 för att åter skriva sig som frisinnad till nedläggningen 1915.
| Period                 | Ansvarig utgivare       | Titel                    | Period                 | Redaktör        |
| 1906-12-30--1907-11-25 | Beckman, Natanael       | rektor, filosofie doktor | 1907-01-02--1907-11-26 | Beckman, Nat.   |
| 1907-11-26--1908-05-29 | Sjöberg, Gustaf Wilhelm | redaktören               | 1907-11-29--1908-11-29 | Sjöberg, G.W.   |
| 1908-05-30--1915-09-07 | Berndt, Axel Wilhelm    | journalisten             | 1908-06-02--1913-10-31 | Berndt, A. W.   |
| 1915-09-08--1915-10-15 | Koch, Folke Karl Teodor | redaktören               | 1913-11-04--1914-06-26 | Alén, J         |
|                        |                         |                          | 1914-07-03--1914-09-29 | ingen uppgift   |
|                        |                         |                          | 1915-01-05--1915-07-13 | Silfving, J. L. |
|                        |                         |                          | 1915-07-16--1915-09-10 | ingen uppgift   |
|                        |                         |                          | 1915-09-14--1915-10-15 | Koch, Folke     |

## Tryckning
Förlaget var till 3 januari 1911 Landtmännens tryckeriaktiebolag i Skövde, sedan till 8 augusti 1913 Kommanditbolaget Billingens tryckeri, A. W. Berndt i samma stad. Sista perioden till nedläggningen hette förlaget Aktiebolag Central-tryckeriet i Falköping.
Tryckeriet låg i januari 1907 i Kristinehamn och var Värmlands boktryckeri, men sedan flyttade tryckningen till redaktionsorten Skövde. 1907-02-01--1908-09-29 hette tryckeriet Nya boktryckeriet, C. J. Karlstedt, sedan 1911-01-07--1913-08-08 Kommanditbolaget Billingens tryckeri, A. W. Berndt och sist åren 1913-08-12--1915-10-15 Aktiebolag Central-tryckeriet alla de sista belägni i Skövde. Tidningens fyra sidor hade typsnittet  antikva hela perioden. Priset för prenumeration var 1,75 kr till och med 1911, därefter 2 kronor. Upplagan var 1908 2500, 1910 3000 och 1911 3500 exemplar. Satsytan var stor oftast 59 x 37 cm, max 61 x 49 1914 före utgivningsuppehållet. Tidningen trycktes bara i svart.